# Nevada National Security Site

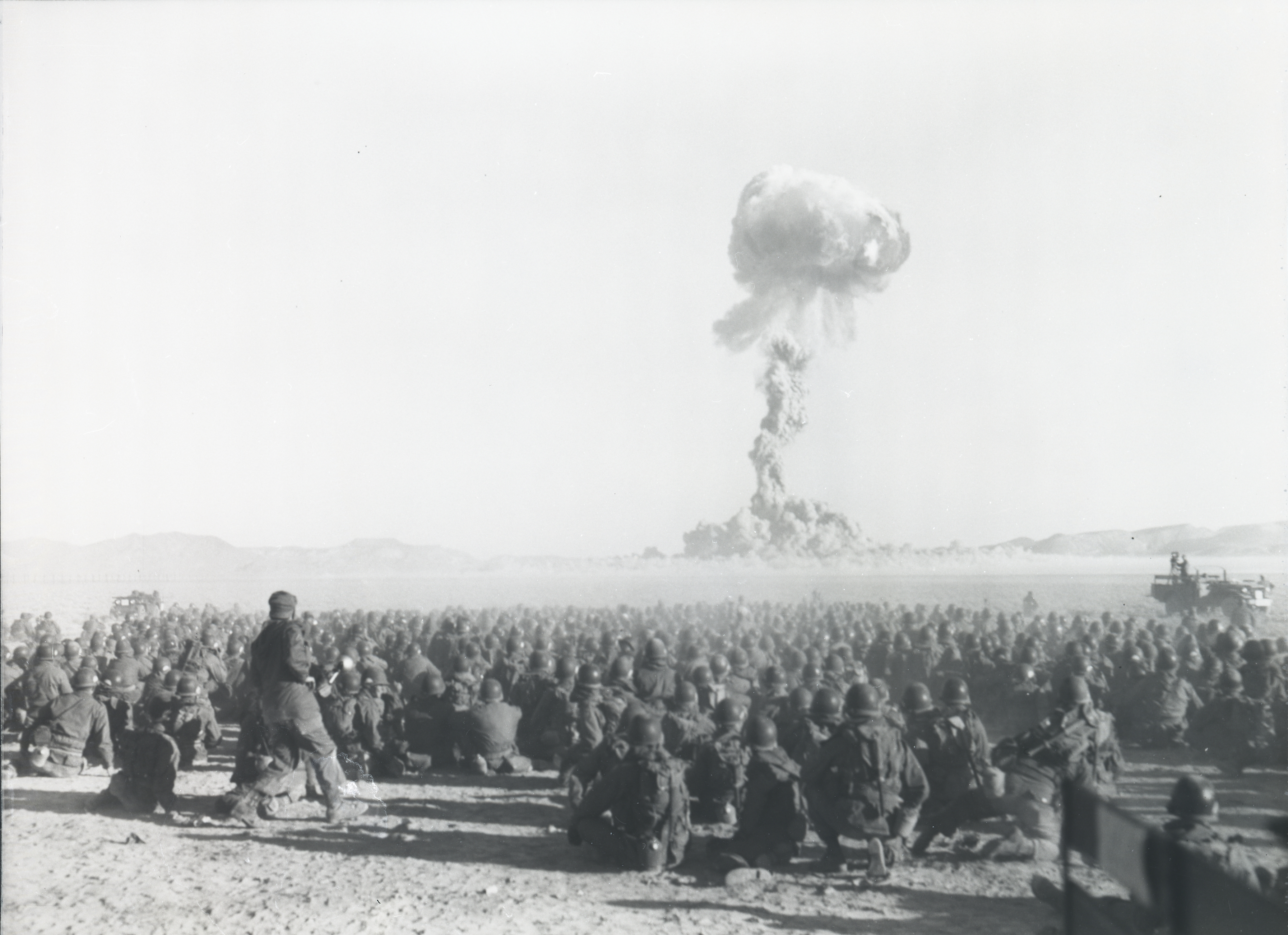
Op 1 november 1951 wierp een B50 bommenwerper deze bom af. Dit is de op 9 kilometer afstand gefotografeerde test "Dog", onderdeel van operatie "Buster-Jangle" waarin 7 bommen werden getest. De 21 kiloton zware explosie was de vijfde ontploffing boven de Verenigde Staten. Er waren 6500 militairen bij betrokken en men onderzocht de kratervorming.

Ontploffing van de bom "Climax" tijdens de reeks "Upshot-Knothole" in 1953

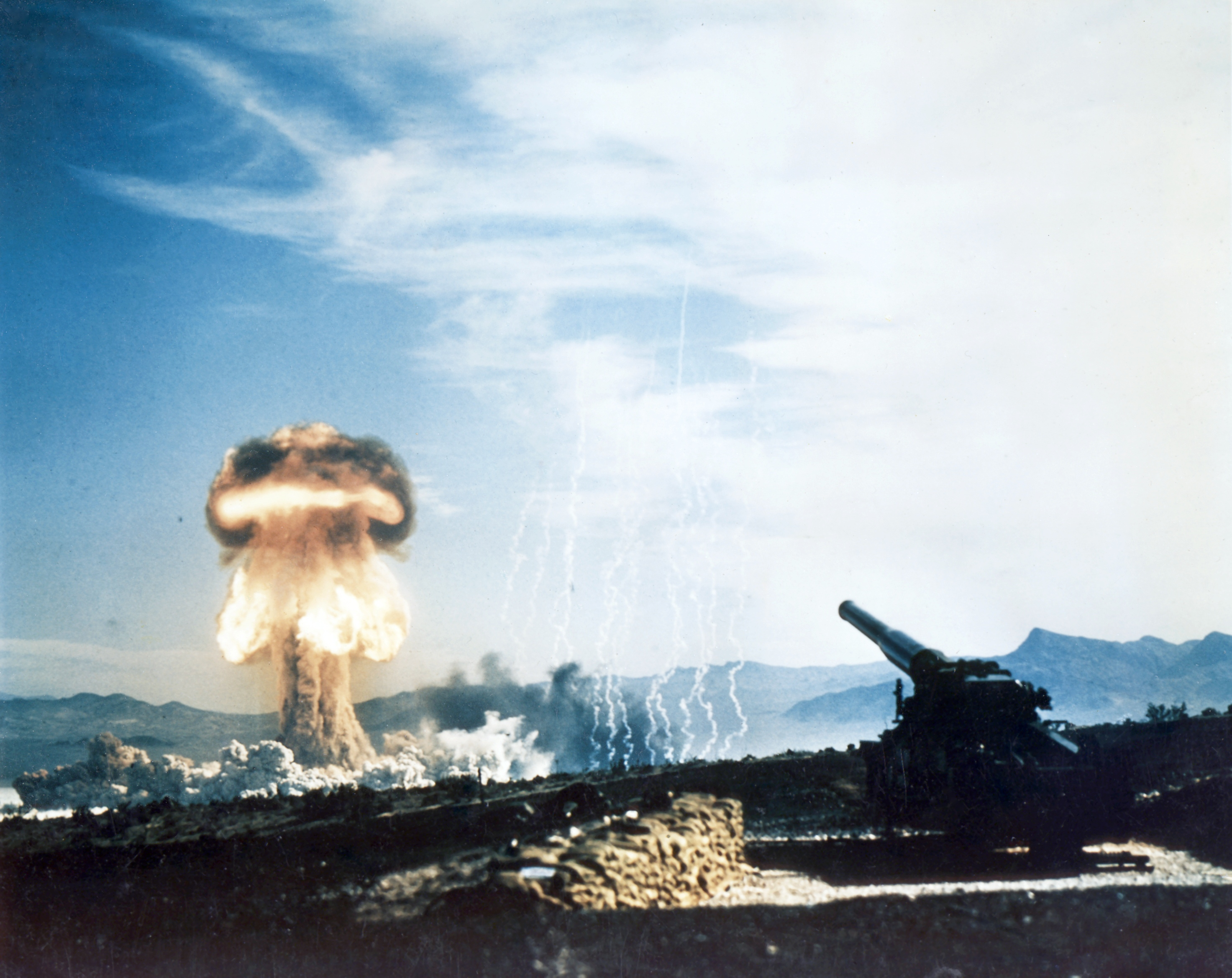
Op 15 mei 1953 slaagden de Amerikanen erin om een kernbom van 15 kiloton in een 28 centimetergranaat af te vuren en te laten ontploffen. Zo kon men de artillerie in Europa en Korea met kernwapens uitrusten.

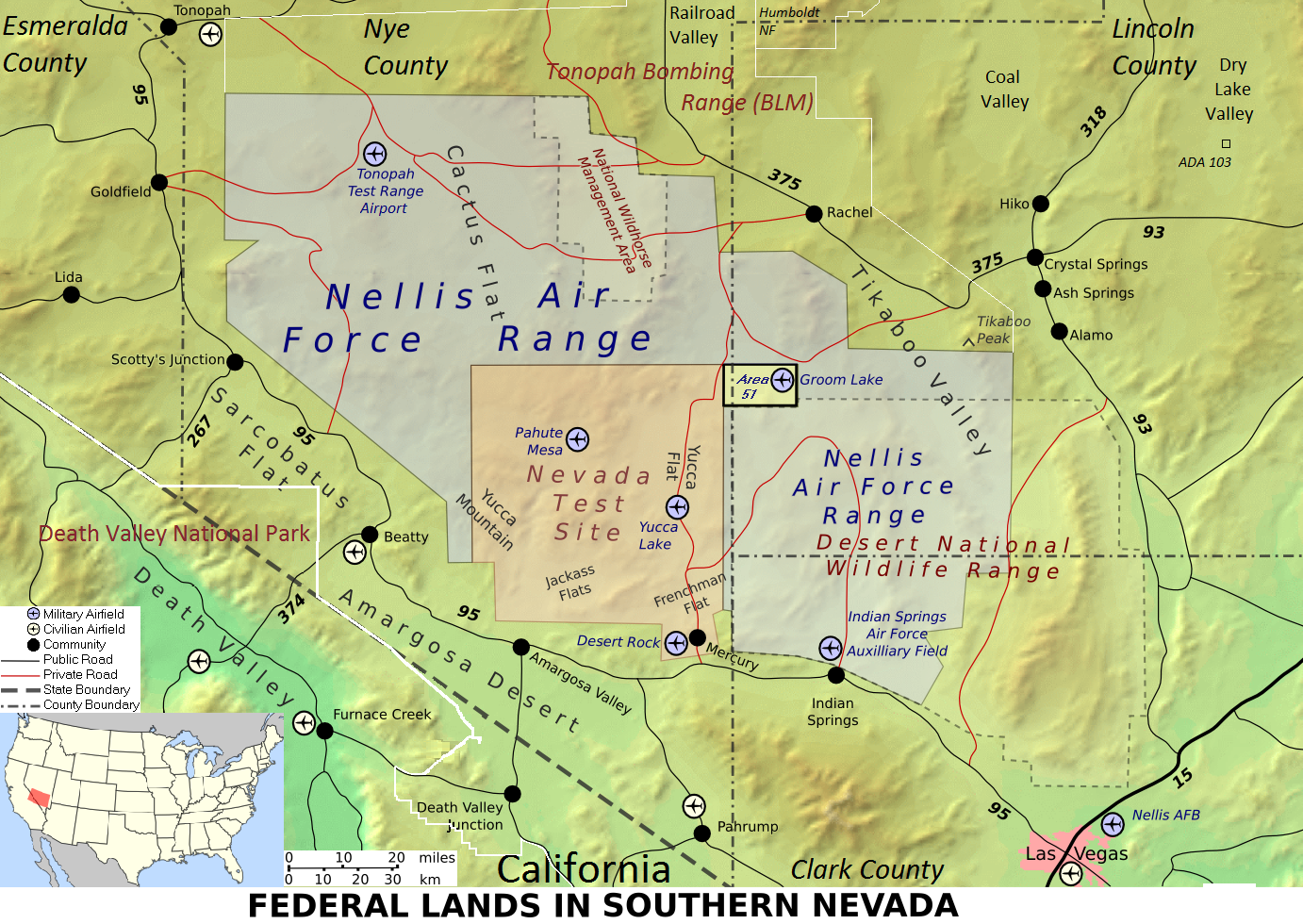
Het Nellis Air Force Base Complex, met de Nellis Air Force Range, de Nevada Test Site (Nevada National Security Site) en het daartussen gelegen Area 51, dit alles ten noordwesten van de Nellis Air Force Base

De Nevada National Security Site, afgekort NNSS, is een gebied in handen van het United States Department of Energy dat gebruikt is voor het testen van kernwapens. Het is gelegen in Nye County, Nevada.

## Geschiedenis
In Nevada, een bergachtig woestijnstaat waarin ook Las Vegas ligt, werden tussen 27 januari 1951 en 2008 928 kernproeven uitgevoerd. Het landschap vertoont daarvan de littekens in de vorm van tientallen kraters die op satellietfoto's duidelijk zichtbaar zijn. De 3500 vierkante kilometer grote "Nevada Test Site" is eigendom van de regering van de Verenigde Staten en het beheer ligt in handen van het United States Department of Energy, niet van de Amerikaanse strijdkrachten waarvoor de wapens bestemd waren.
Het gebied heette ooit de "Nevada Proving Ground", later werd het de "Nevada Test Site". Een test werd in Colorado uitgevoerd. 126 tests, vaak met zeer zware waterstofbommen, vonden in de Stille Oceaan plaats, bijvoorbeeld op Bikini, Johnston en Enewetak.
Na de Tweede Wereldoorlog nam de regering van de VS het gebied af van de Westelijke Shoshonenatie (die van hun land moesten verdwijnen) teneinde er atoomproeven te houden. Hierbij werd/wordt het Ruby Valley verdrag uit 1863 genegeerd. Overheidsgeld om het verdrag af te kopen werd nooit door dit inheemse volk geaccepteerd. Zij geven nog steeds officiële toegangsbewijzen uit, b.v. aan actievoerders die willen protesteren in het testgebied .
Vanaf 1946 tot in de jaren '50 van de twintigste eeuw heeft de Amerikaanse regering 400.000 soldaten en mariniers gebruikt om van nabij bij (meer dan 1000) kernproeven als proefkonijn aanwezig te zijn teneinde later bij hen te kunnen onderzoeken of en wat voor gezondheidsschade zou zijn opgetreden. Deze militairen wisten niet om wat voor soort wapen het ging en moesten hun ervaringen geheim houden. De korte documentaire The Atomic Soldiers laat een aantal van hen aan het woord over hun ervaringen en leven na de proeven ( na meer dan veertig jaar gedwongen zwijgen ).
In de jaren 50 waren de grote tests boven Las Vegas te zien, te horen en te voelen. De tests werden in de pers aangekondigd en toeristen verzamelden zich om de tot 100 mijl ver zichtbare explosies te zien.
Op het proefterrein werden bomen geplant, huizen naar Europees en Amerikaans model gebouwd en geverfd met verschillende verfsoorten en kleuren. Zo kon men de aangerichte schade en de brandwerende werking van bijvoorbeeld witte verf testen. Er werden ook bunkers, tanks, auto's, vliegtuigen, poppen in uniform en in burgerkleding en levende dieren in kooien op bepaalde afstanden van ground zero, de plek waar de bom ontplofte, gepositioneerd. De resultaten werden gebruikt voor de bescherming van de bevolking en het leger. Tegelijk werd uitgezocht hoe men de potentiële tegenstanders zo veel mogelijk schade kon toebrengen.
In de jaren 50 werd nog gedacht aan het gebruik van kernwapens voor civiele doeleinden zoals het graven van kanalen of het opblazen van rotsen bij havens. Toen duidelijk werd hoe gevaarlijk de vrijkomende straling en isotopen kunnen zijn, werd daarvan afgezien. De 100 meter diepe en 390 meter brede krater die geslagen werd door de test "Sedan" op 6 juli 1962 herinnert daaraan.
De Verenigde Staten hebben in Nevada kernwapens, ontstekingsmechanismen voor kernwapens en waterstofbommen tot ontploffing gebracht. Met behulp van de tests kon men de veiligheidsmechanismen verbeteren en de bommen steeds kleiner maken. Zo konden ook tactische kernwapens worden vervaardigd die in een granaat of in een torpedo kunnen worden geladen. De druk van de ondergronds afgevuurde wapens werd met een buizenstelsel gebruikt om metallurgische en natuurkundige proeven te doen.
Ten minste één bom heeft niet gefunctioneerd, het was een zogenaamde "sizzle". Een andere bom ging niet af omdat een elektrisch apparaat niet goed was aangesloten. Een ingenieur moest de toren waarop de bom stond beklimmen en de bom weer onschadelijk maken.
Na het met de Sovjet-Unie overeengekomen verbod op kernproeven in de atmosfeer werden 828 bommen in met beton afgesloten mijngangen tot ontploffing gebracht. In theorie kwam er zo geen fall-out of radioactiviteit vrij. De ontploffende bom veroorzaakt een gloeiend plasma en een gaswolk die de oppervlakte niet bereikt. Na enige seconden stort de zo ontstane grot in. De door de hitte veranderde gesteenten sluiten de grot af van de buitenwereld.
Soms gingen twee of drie bommen tegelijk af. Dat brengt het aantal ontplofte kernwapens op 1021. De zwaarste bom was 1 megaton zwaar, dat is twintigmaal zo zwaar als "Little Boy", de bom die op Hiroshima viel.
Het rotsachtige oefenterrein in de woestijn wordt bewaakt en het heeft een uitgebreide infrastructuur. Vanuit de ruimte zijn op foto's 28 testsites, 1100 gebouwen, meer dan 1000 kilometer weg, 10 helikopterlandingsplaatsen en twee vliegvelden te zien.
De test "Little Feller I", onderdeel van "Operatie Sunbeam" was de laatste Amerikaanse kernproef in de atmosfeer. De ondergrondse ontploffing van 23 september 1992 was de, voorlopig, laatste ondergrondse test in Nevada. Ondergrondse proeven met subkritische hoeveelheden plutonium worden nog wel uitgevoerd. De Verenigde Staten hebben de Comprehensive Test Ban Treaty, een verdrag dat testen verbiedt, nooit geratificeerd omdat men de inzetbaarheid en de gebruiksveiligheid van de wapens wil blijven garanderen.
In juni 2006 werd het gebied gereed gemaakt voor het testen van 1100 kilo zware bunkerpenetrerende bommen. De bommen waren het conventionele alternatief voor nucleaire bunkervernietigende bommen. Het Amerikaanse congres was niet bereid om fondsen ter beschikking te stellen voor wat een nieuwe ronde in de kernwapenwedloop zou betekenen. De proeven zijn uiteindelijk niet doorgegaan.
Overal in het testgebied stonden hogesnelheidscamera's in bunkers opgesteld. De camera's toonden hoe de verf op gebouwen en voertuigen vloeibaar werd en vlam vatte voordat de bouwwerken door de schokgolf werden getroffen. Enige seconden later ontstond een vuurstorm omdat de stijgende paddenstoelvormige wolk grote hoeveelheden lucht aanzoog.
Het Amerikaanse leger liet bommen ontploffen terwijl infanterie-eenheden klaarstonden om het proefgebied binnen te trekken. Zo kon het effect op de troepen worden nagegaan. Er zijn foto's bekend van Amerikaanse soldaten die oprukken terwijl de paddenstoelwolk hoog boven de grond uittorent.
De Amerikaanse "Transportation Incident Exercise Site" is in het testgebied gevestigd. Men onderzoekt daar het effect van terroristische aanslagen met nucleaire wapens.
Een van de opvallendste bouwwerken in het kernwapentestgebied is een meer dan 500 meter hoge toren, de BREN Tower, met daarop een onbeschermde kernreactor op de Jackass Flats. Op deze wijze werd met straling geëxperimenteerd.
Het testgebied was in de loop der jaren het toneel van vele demonstraties door tegenstanders van kernwapens. Van 1986 tot 1992 (het eind van full scale testing) werden 15740 van de 37488 deelnemers daaraan gearresteerd. Omdat vele gearresteerde actievoerders kozen voor gevangenisstraf in plaats van  het betalen van de opgelegde boete liep het arresteren en gevangenzetten van actievoerders zo in de papieren dat de plaatselijke overheid van Nye County terughoudend werd in het daadwerkelijk arresteren.Men beperkte zich tot "citations" voor "crossing the line" (van het testgebied); dieper doordringen in het gebied en blokkeren van trucks bleef nog wél tot arrestatie leiden. Nye County kreeg ook meer geld om te kúnnen arresteren 
Toeristen kunnen het gebied eens per maand in een begeleide bustocht bezoeken.
Area 51 dat bekendstaat om de vele UFO-waarnemingen ligt vlakbij.

## Gezondheidsrisico's

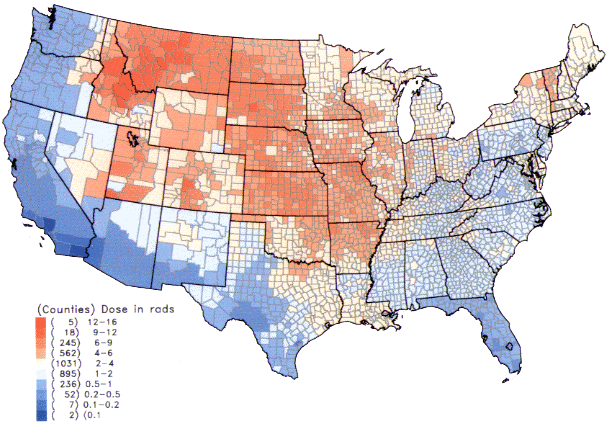
Per capita jodium-131-doses in de Verenigde Staten als gevolg van de cumulatieve blootstelling aan de gevolgen van de tests in Nevada

Negentig atmosferische kernproeven hebben een grote hoeveelheid radioactief jodium, het gaat om de isotoop 135I, over een groot deel van de Verenigde Staten verspreid. Met name in de jaren 1952, 1953, 1955 en 1957 was de geschatte belasting met 5,5 exabecquerel voldoende om statistisch tussen de 10 000 en 75 000 gevallen van schildklierkanker te veroorzaken.
Krachtens de Radiation Exposure Compensation Act van 1990 komen personen die tussen 21 januari 1951 en 31 oktober 1958, of tussen 30 juni 1962 en 31 juli 1962 in bepaalde districten van Utah, Nevada en Arizona woonden en leden of lijden aan bepaalde typen kanker of bepaalde serieuze kwalen die aan de blootstelling aan radioactieve fall-out kunnen worden toegeschreven in aanmerking voor een schadevergoeding van $50 000. In de periode 1990 - 2006 werden 10500 schadevergoedingen met een totaalbedrag van $525 000 000 toegekend. Drieduizend claims werden afgewezen.
Werknemers die meewerkten aan bovengrondse kernproeven op het testgebied hebben recht op $75 000, omdat hun gezondheid in gevaar is gebracht.
De radioactieve fall-out wordt omhoog geblazen in de paddenstoelwolk, daardoor is er op de plaats waar de bom explodeerde en ook in de direct omgeving weinig radioactieve vervuiling. Enige weken na een kernproef is het moeilijk om nog aan te tonen dat er een kernbom tot ontploffing gebracht is. Op grotere afstand benedenwinds dwarrelen het stof en de daaraan verbonden atomen en moleculen die de bom hebben gevormd, en ook de tijdens en na de ontploffing gevormde isotopen, neer als stof en neerslag. De Amerikaanse overheid ontzag het dichtbevolkte Californië en testte alleen bij zuider- of westenwind. De neerslag viel daarom vooral in het dunbevolkte noordwesten en het middenwesten van de Continentale Verenigde Staten. Ook de Canadese deelstaten Alberta, Saskatchewan en Manitoba moeten een grote hoeveelheid neergeslagen radioactief Jodium hebben opgevangen, want fall-out stopt niet bij de grens.
Mijnwerkers in uraniummijnen, werknemers in de uraniumverwerkende bedrijven en personeel dat uranium vervoerde kwam in aanmerking voor een vergoeding van $100 000.
Een groot aantal medewerkers aan de in 1956 rond St. George (Utah) opgenomen kostuumfilm The Conqueror kreeg ernstige vormen van kanker. Onder hen was John Wayne die in 1964 longkanker kreeg en in 1979 aan maagkanker stierf. De film werd bij benedenwinds van de testsite in Utah opgenomen en de opnamen werden onderbroken om naar de paddenstoelwolken van de kernproeven in de serie Upshot Knothole te kijken die vanaf de set zichtbaar waren. Met name de bomtest van de 8e mei met de codenaam "Harry" werd bekend als "dirty harry" omdat het experiment, een boven de Frenchman Flats afgeworpen en op 800 meter hoogte gedetoneerde Mark 13 kernbom van 26 kiloton met de codenaam Hamlet ongebruikelijk veel radioactieve fall-out verspreidde.
Het gebied is vervuild met americium-241 (241Am), cesium-137 (137Cs), tritium (3H), plutonium-239 (239Pu), plutonium-240 (240Pu), strontium-90 (90Sr) en diverse isotopen van uranium.

## Ecologie
Het gebied is een waardevol natuurreservaat. Er komen 1500 diersoorten en 750 planten voor. Omdat het testgebied zo groot is kunnen de coyotes, vossen, wilde paarden, ezels, antilopen, schildpadden, rotsuilen, muizen, slangen, visarenden en valken overleven. Lange tijd stond er ook een boerderij op het terrein om de invloed van radioactieve stoffen op de voer-, melk- en vleesproductie langdurig te kunnen testen.

## De opeenvolgende kernwapentestseries in Nevada
- Operatie Ranger — 1951
- Operatie Buster-Jangle — 1951
- Operatie Tumbler-Snapper — 1952
- Operatie Upshot-Knothole — 1953
- Operatie Teapot — 1955
- Project 56 — 1955
- Operatie Plumbbob — 1957
- Project 57, 58, 58A — 1957–1958
- Operatie Hardtack II — 1958
- Operatie Nougat — 1961–1962

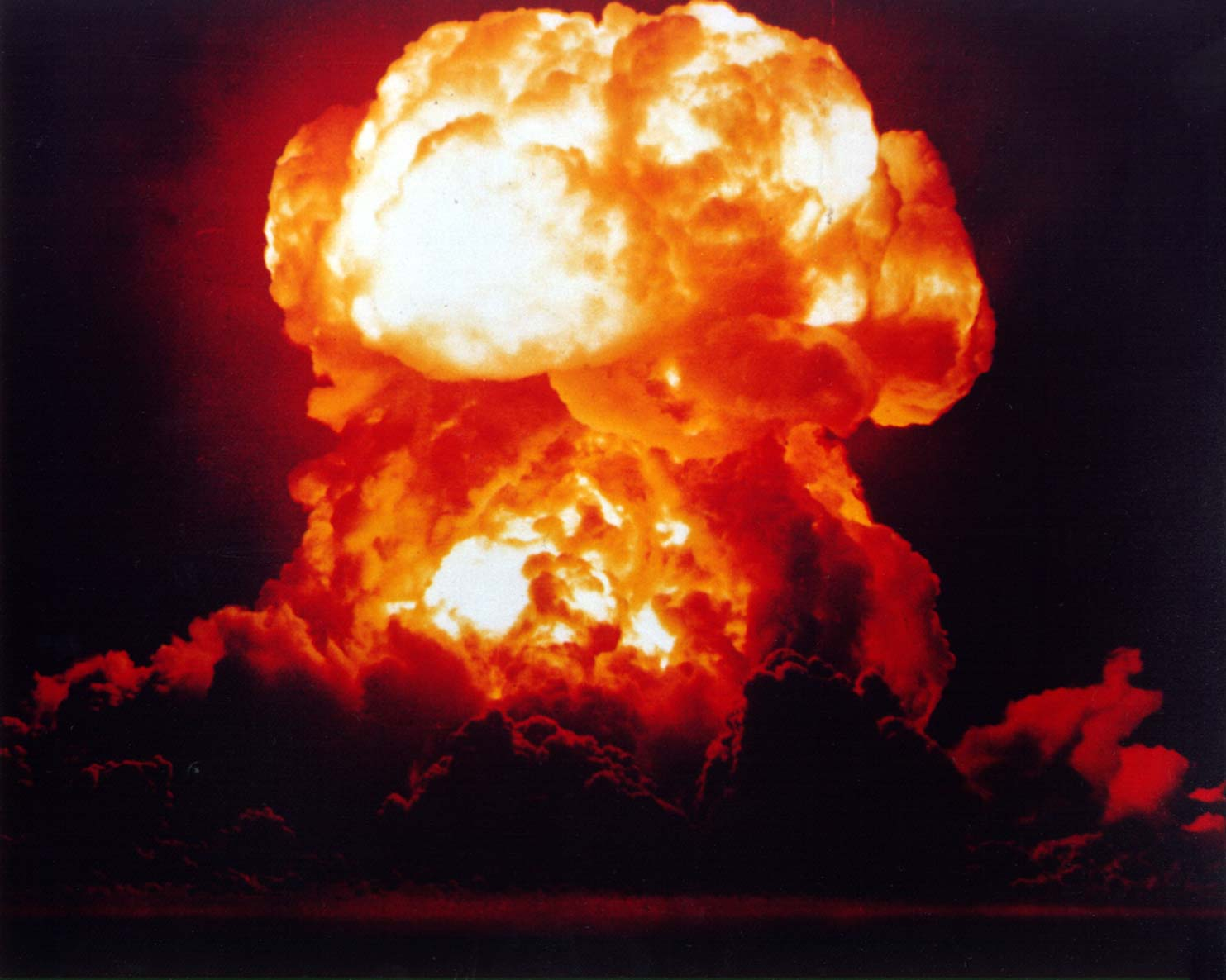
De bom "smokey" uit de serie "Plumbbob" in 1957

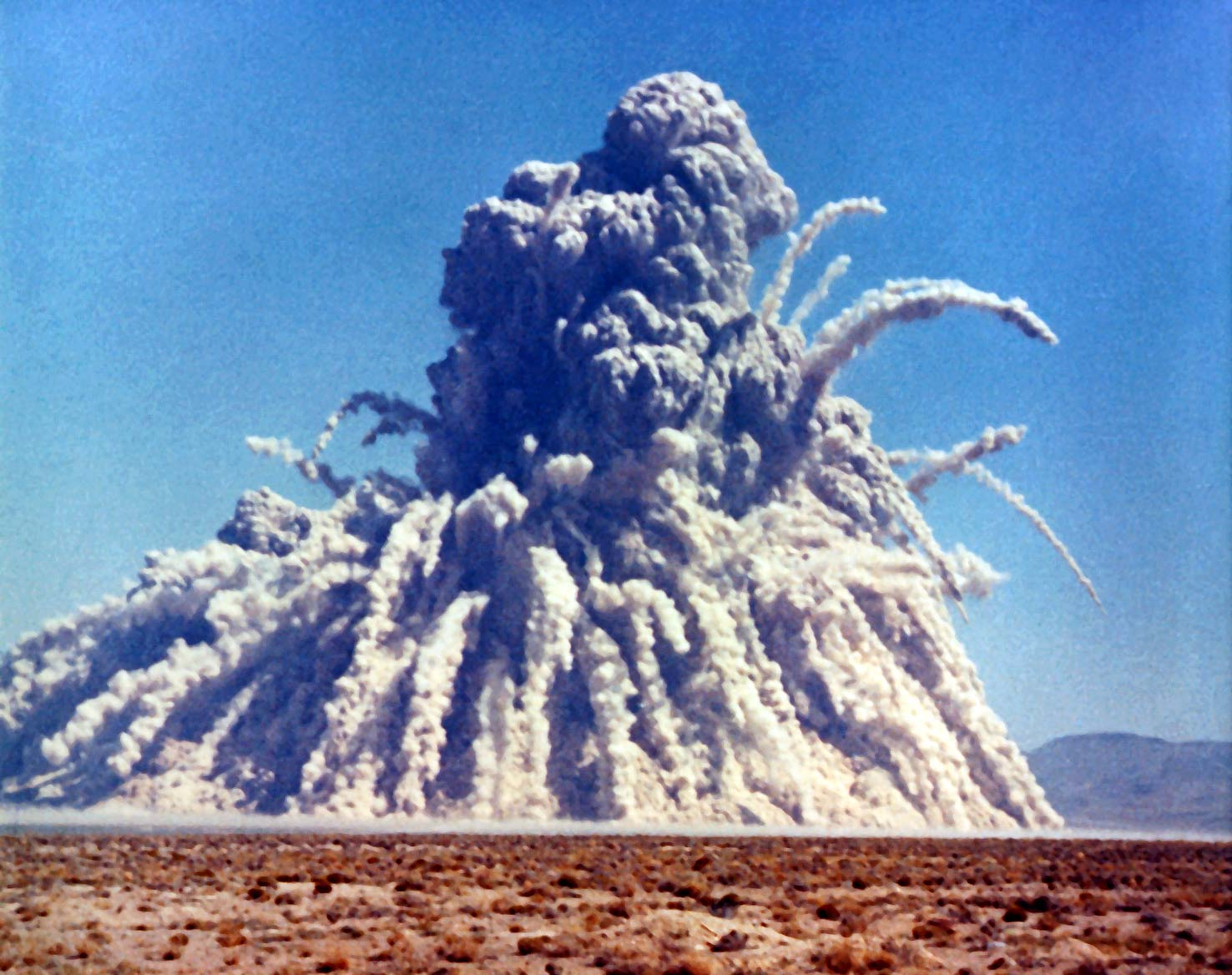
Met de proef "Sedan" werd ten tijde van President Kennedy getest of een ondiep in de grond ontplofte kernbom geschikt is als werktuig voor ingenieurs. Het hier weggeblazen stof was zwaar radioactief vervuild en kan 30.000 gevallen van kanker hebben veroorzaakt.

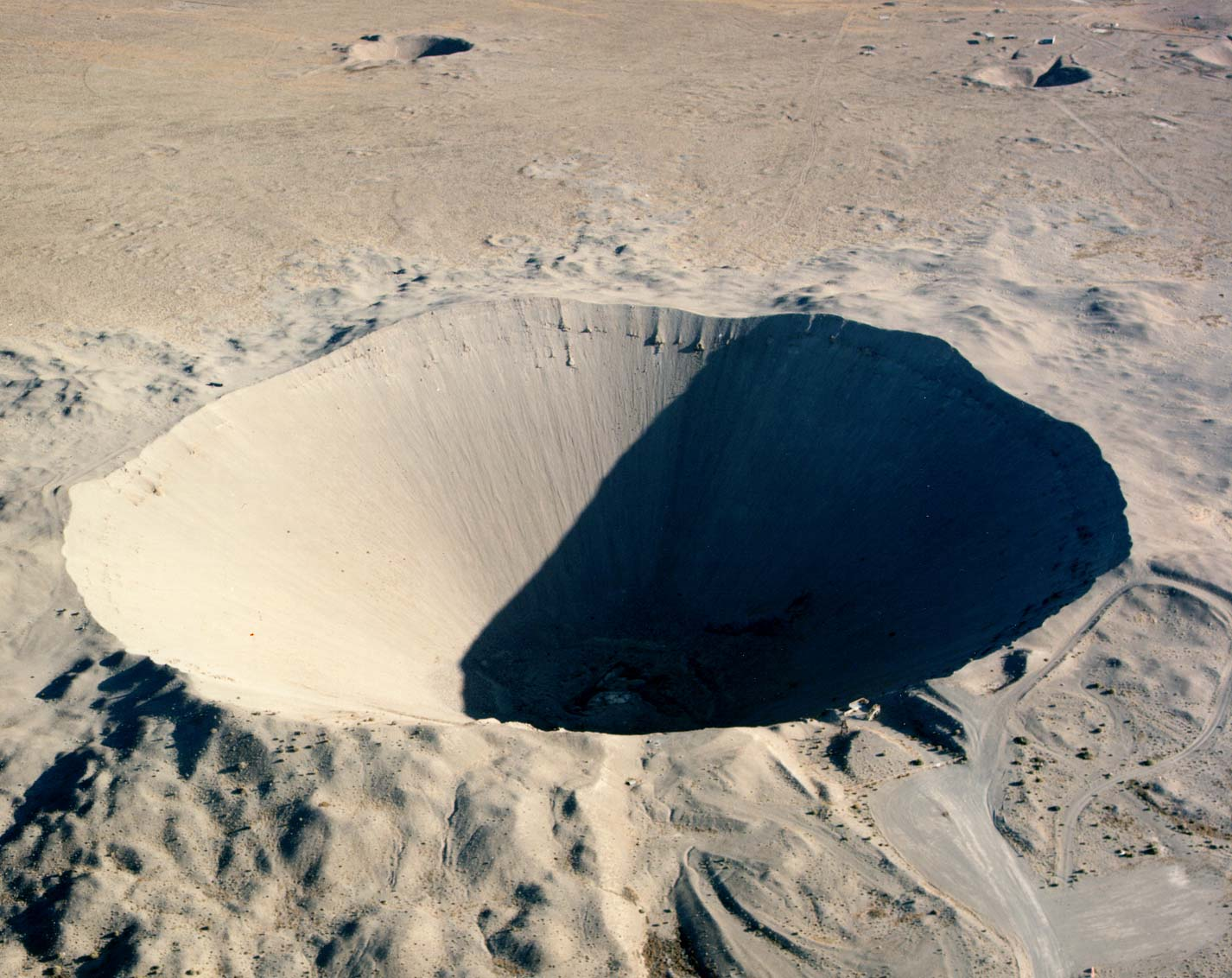
De krater van de proef Sedan na veertig jaar.

- Operatie Plowshare — 1961–1973 (Hier gaat het om sporadische ontploffingen, ten minste één bom per jaar, voor "vreedzame doeleinden" onder het aan de Bijbel ontleende motto "Maak van zwaarden ploegscharen". In deze reeks werd de diepe krater van de kernproef "Sedan" gevormd. De explosie bracht extreem veel radioactieve stof met jodiumisotopen in de atmosfeer.)
- Operatie Sunbeam — 1962
- Operatie Dominic II — 1962–1963
- Operatie Storax — 1963
- Operatie Niblick — 1963–1964
- Operatie Whetstone — 1964–1965
- Operatie Flintlock — 1965–1966
- Operatie Latchkey — 1966–1967
- Operatie Crosstie — 1967–1968
- Operatie Bowline — 1968–1969
- Operatie Menrel — 1969–1970
- Operatie Emery — 1970
- Operatie Grommet — 1971–1972
- Operatie Toggle — 1972–1973
- Operatie Arbor — 1973–1974
- Operatie Bedrock — 1974–1975
- Operatie Anvil — 1975–1976
- Operatie Fulcrum — 1976–1977
- Operatie Cresset — 1977–1978
- Operatie Quicksilver — 1978–1979
- Operatie Tinderbox — 1979–1980
- Operatie Guardian — 1980–1981
- Operatie Praetorian — 1981–1982
- Operatie Phalanx — 1982–1983
- Operatie Fusileer — 1983–1984
- Operatie Grenadier — 1984–1985
- Operatie Charioteer — 1985–1986
- Operatie Musketeer — 1986–1987
- Operatie Touchstone — 1987–1988
- Operatie Cornerstone — 1988–1989
- Operatie Aqueduct — 1989–1990
- Operatie Sculpin — 1990–1991
- Operatie Julin — 1991–1992

## De apparatuur

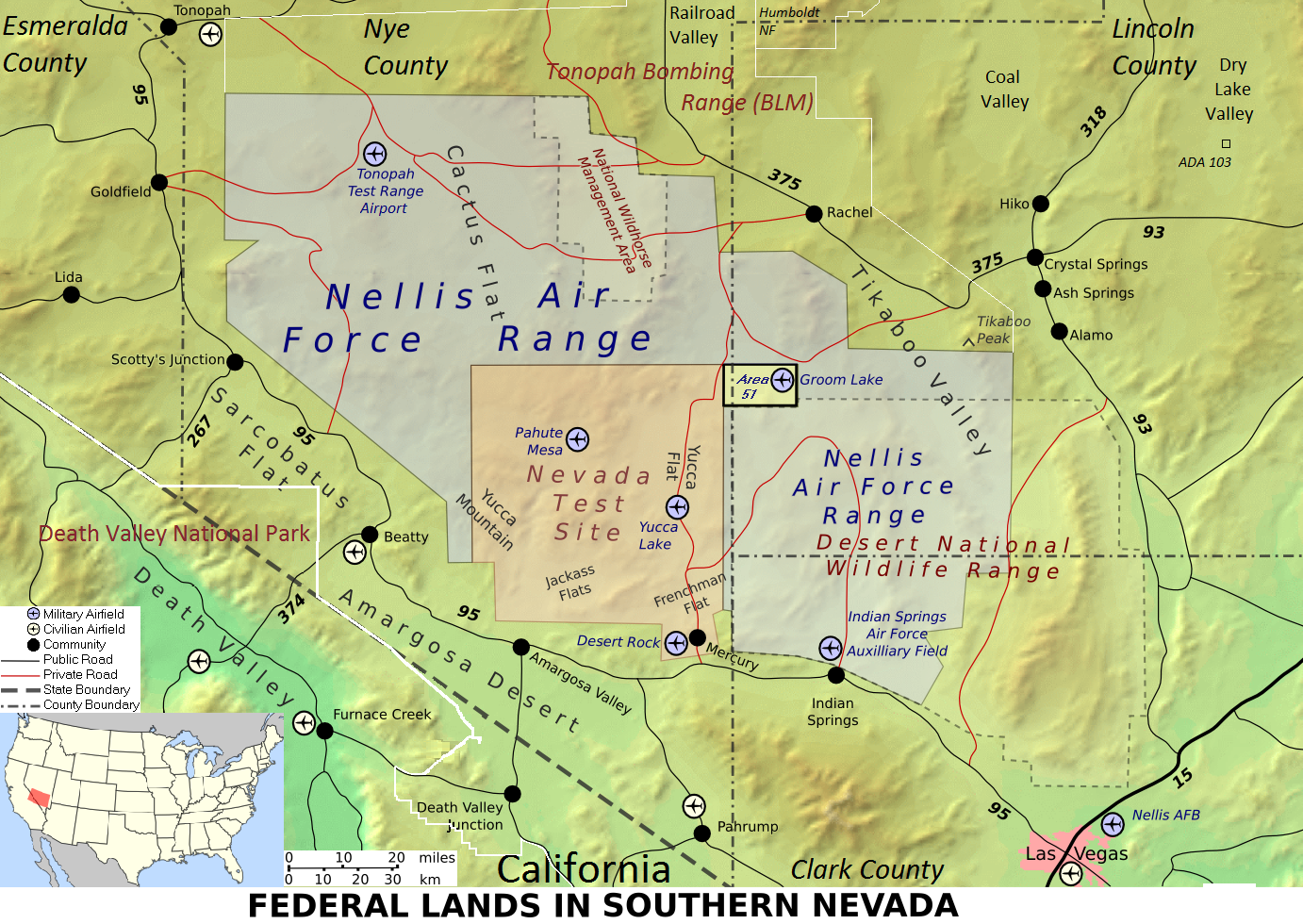
Kaart van het proefterrein en de federale bezittingen in Nevada
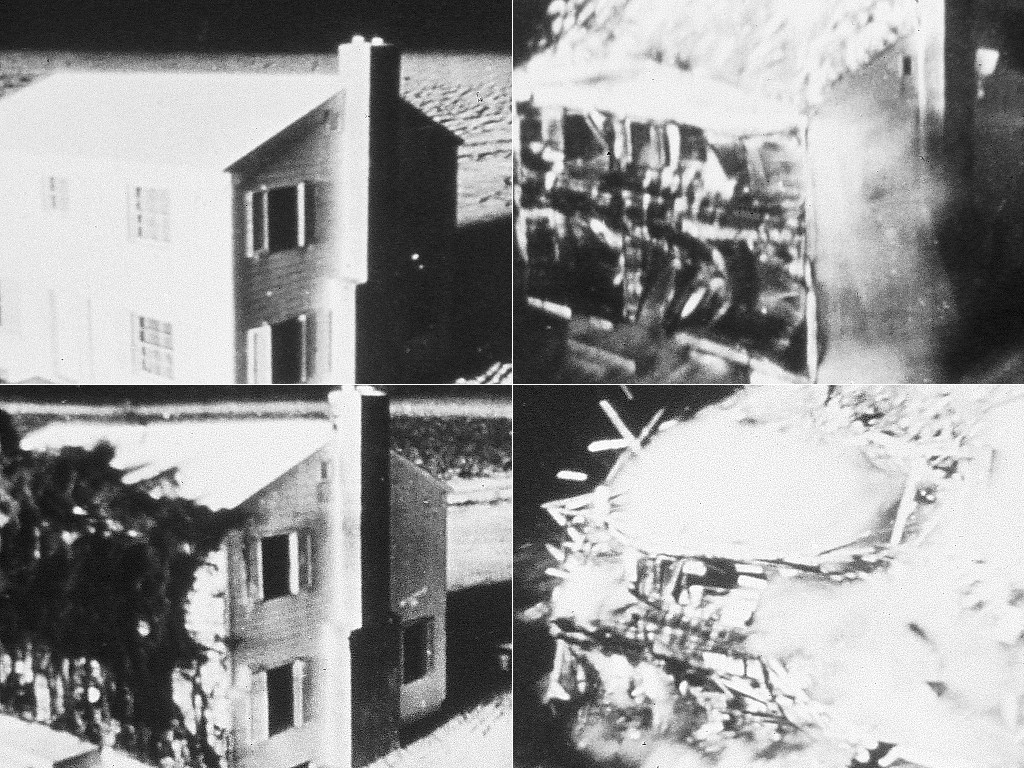
Op deze fotoreeks is te zien hoe op 17 maart 1953 een typisch Amerikaans huis op het proefterrein door een luchtdruk van 5 Psi, veroorzaakt door de bom "Annie", een wapen met een kracht van 16 kiloton in de reeks "Upshot- Knothole", werd vernietigd. Op de tweede foto is te zien hoe de verf vlam vat door de warmtestraling van de kernexplosie.
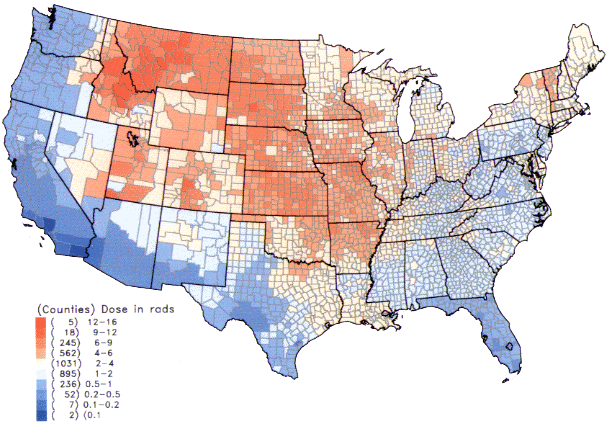
Per capita jodium 131 doses in de Verenigde Staten als gevolg van de cumulatieve blootstelling aan de gevolgen van de tests in Nevada
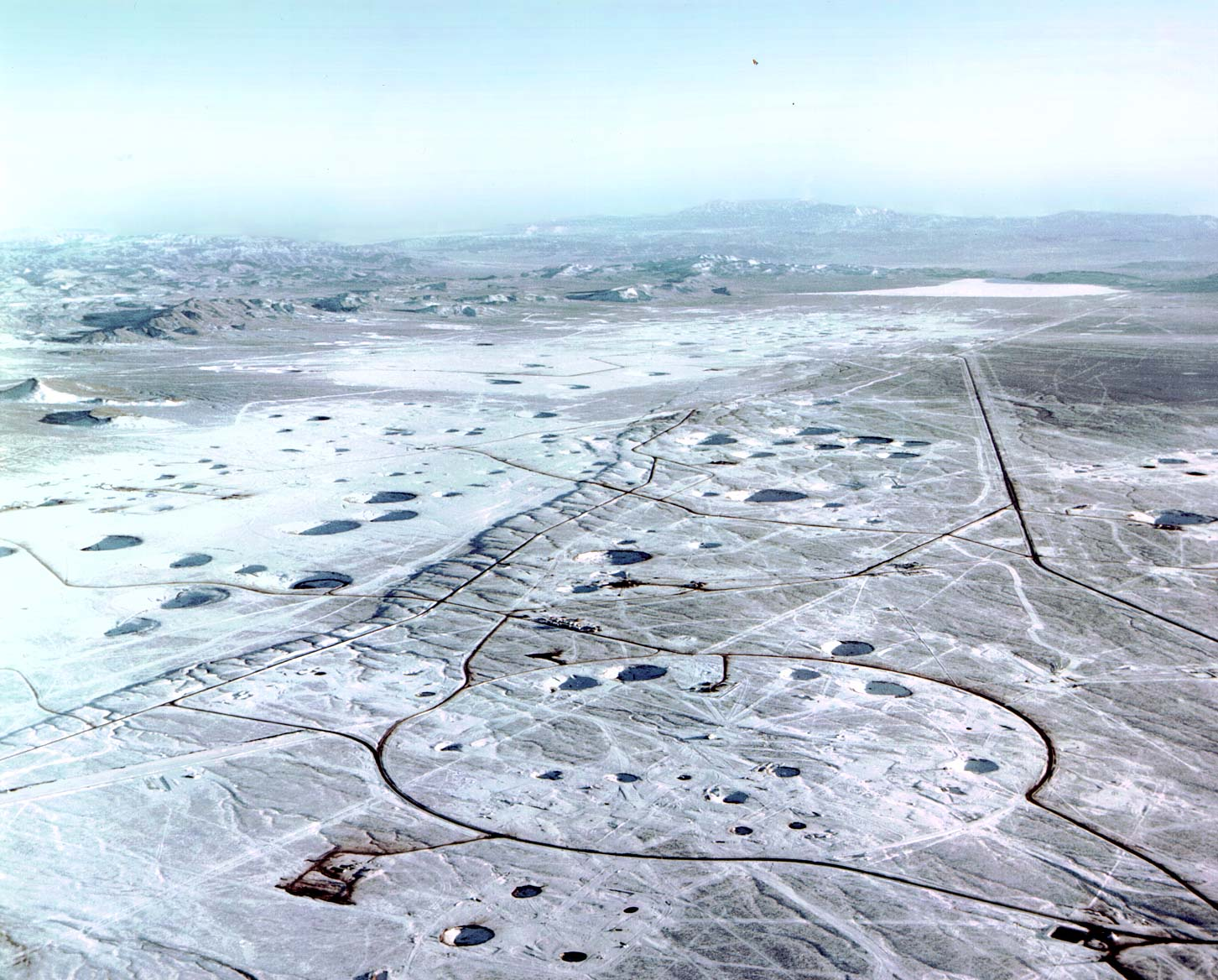
De kraters van ondergrondse kernproeven in de Yucca vallei
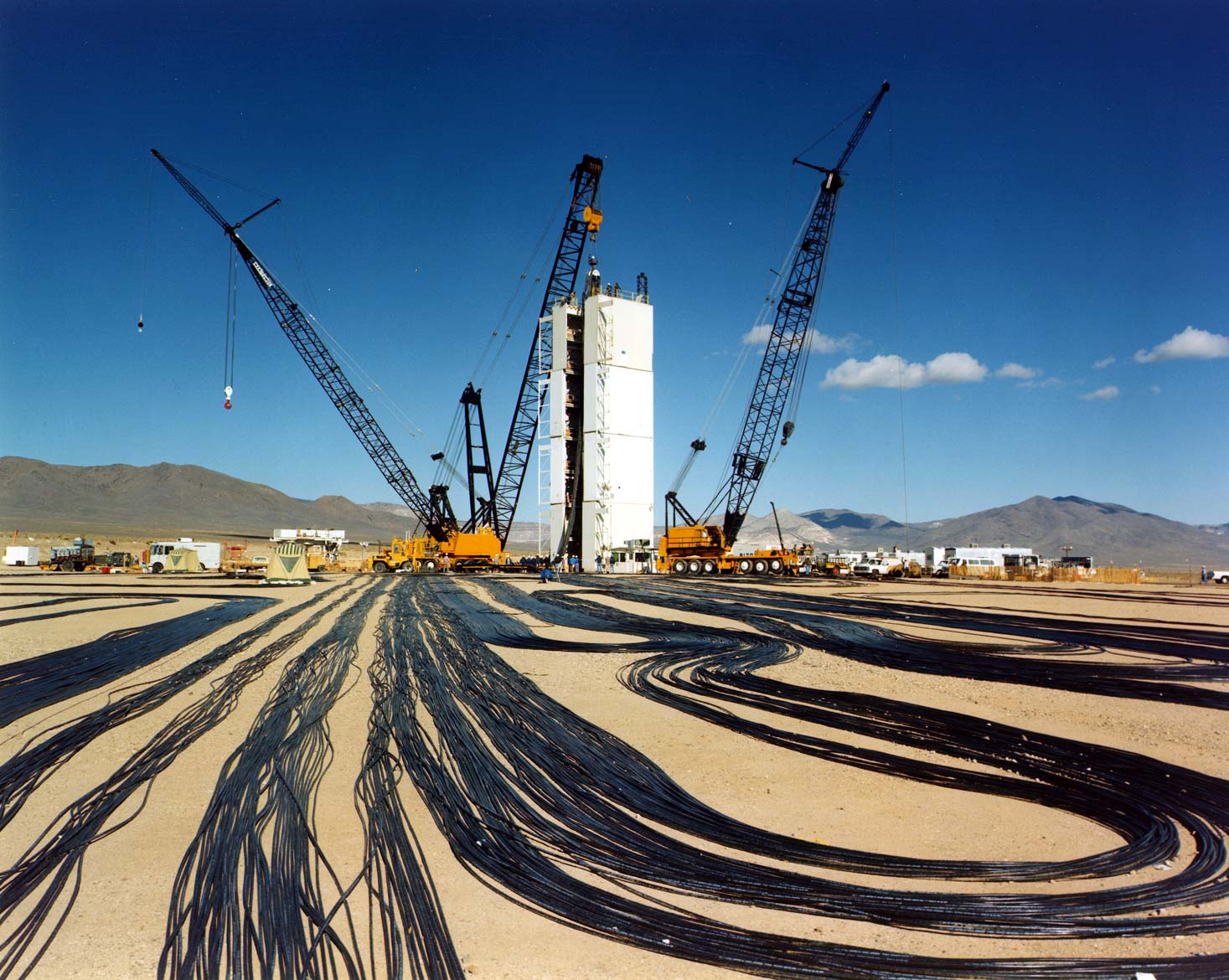
De proefopstelling voor een ondergrondse kerntest met de boorinstallatie en de kabels voor het vergaren van gegevens.
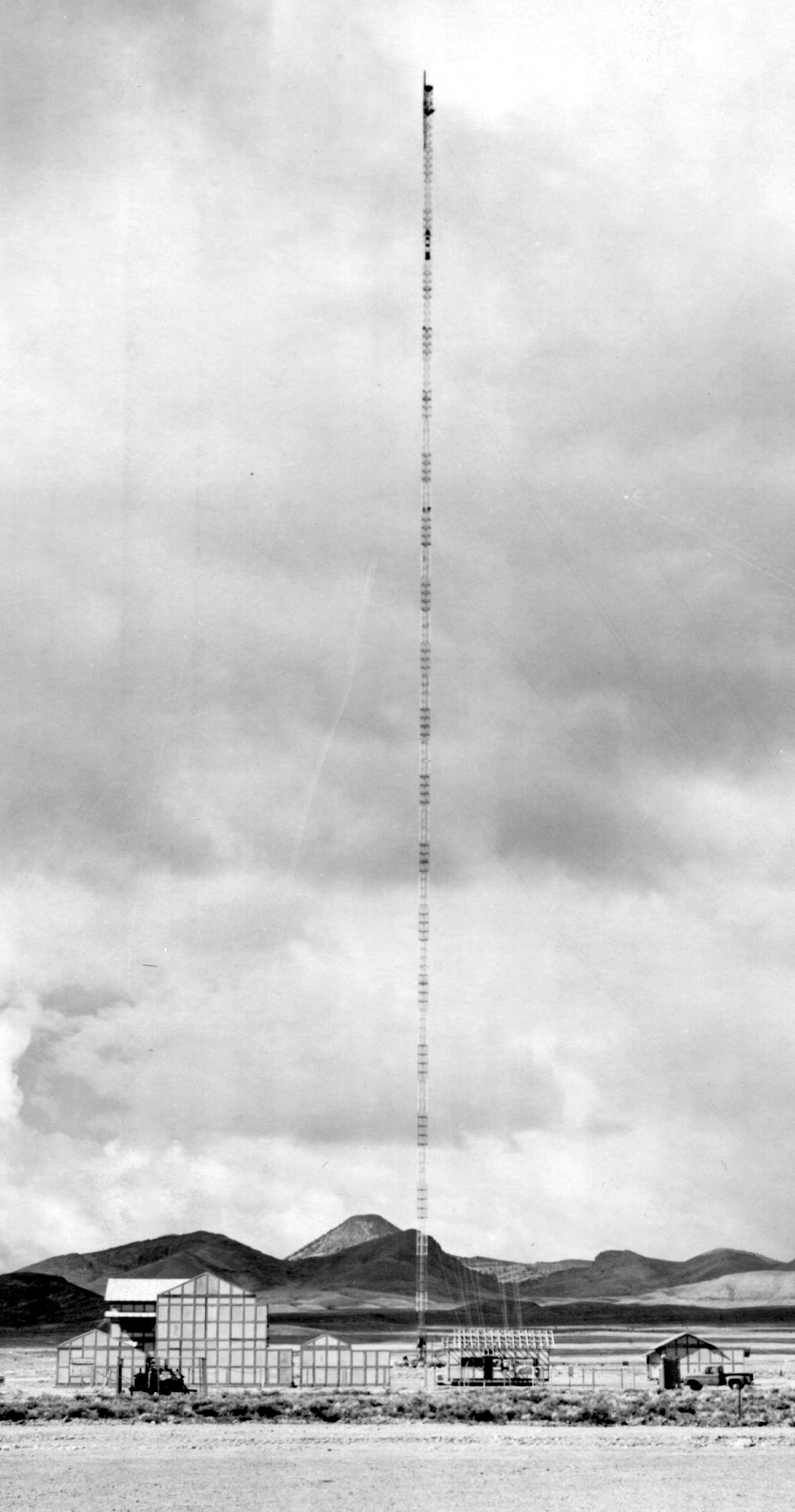
De Bren toren is hoger dan het Empire State Building. De toren heeft een lift.
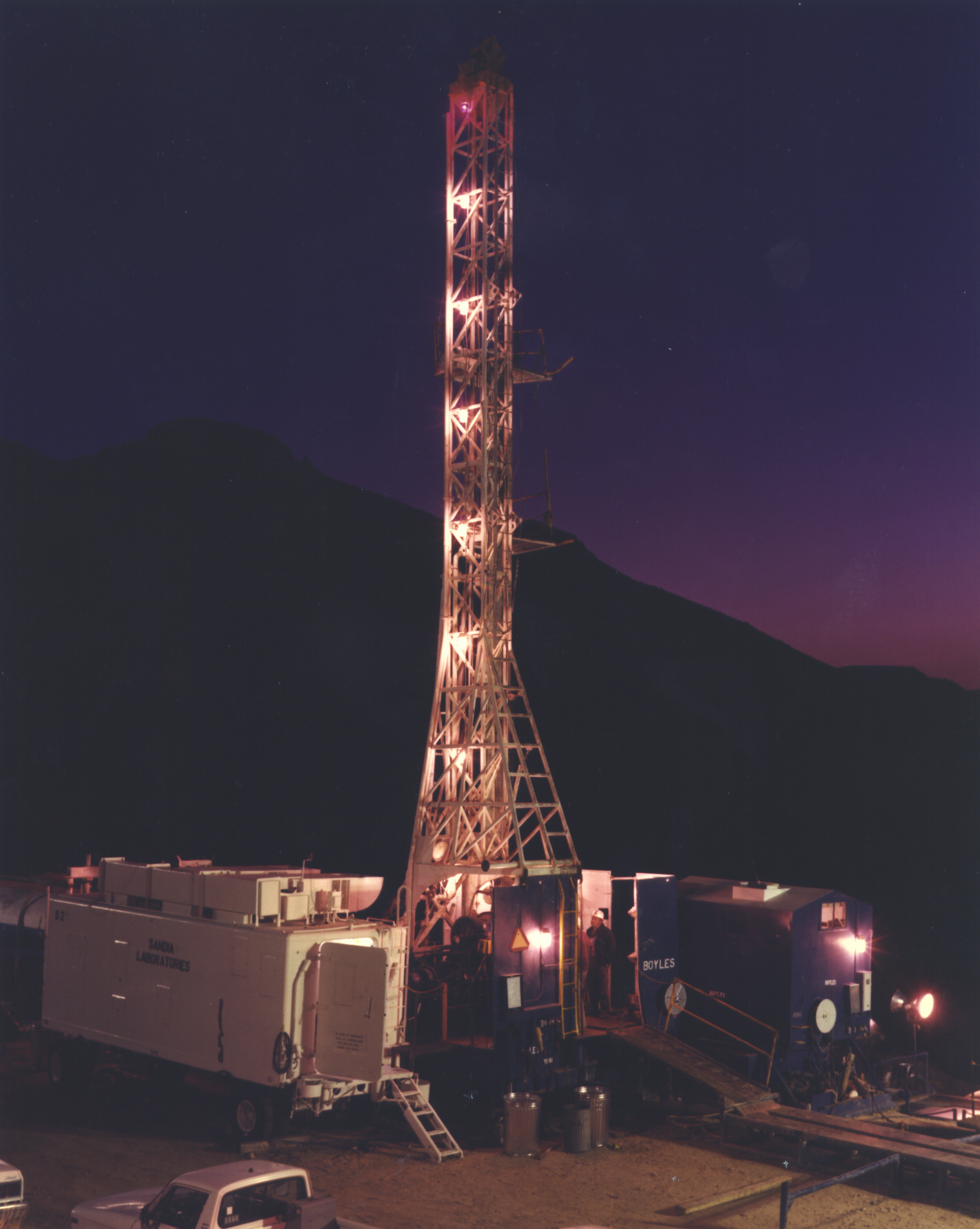
De boorinstallatie voor ondergrondse kerntesten.
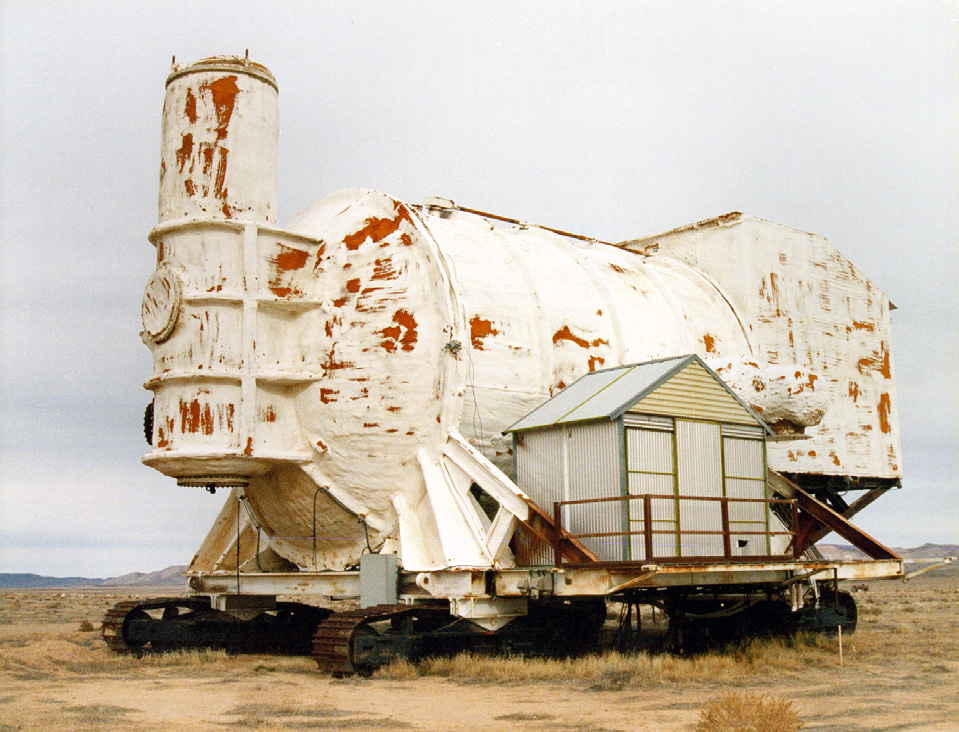
Een van de bizarre restanten. In deze vacuüm gepompte drukcabine werd op 24 juni 1980 een satelliet boven een in de grond exploderend kernwapen geplaatst om de elektronica te testen. Het experiment hield verband met het Star-Wars project voor oorlogvoering in de ruimte.

## De bommen en de soldaten

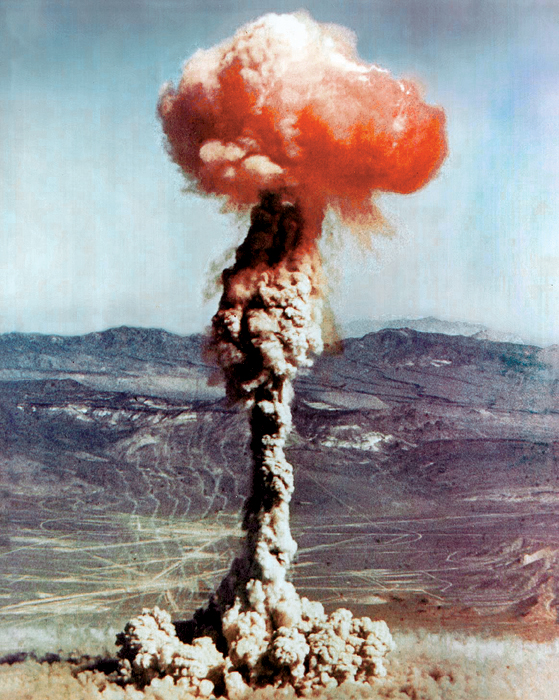
De achtste detonatie in Nevada; de op 30 oktober 1950 boven Yucca flats afgeworpen bom "XX-27 charlie" had een kracht van 14 kiloton.
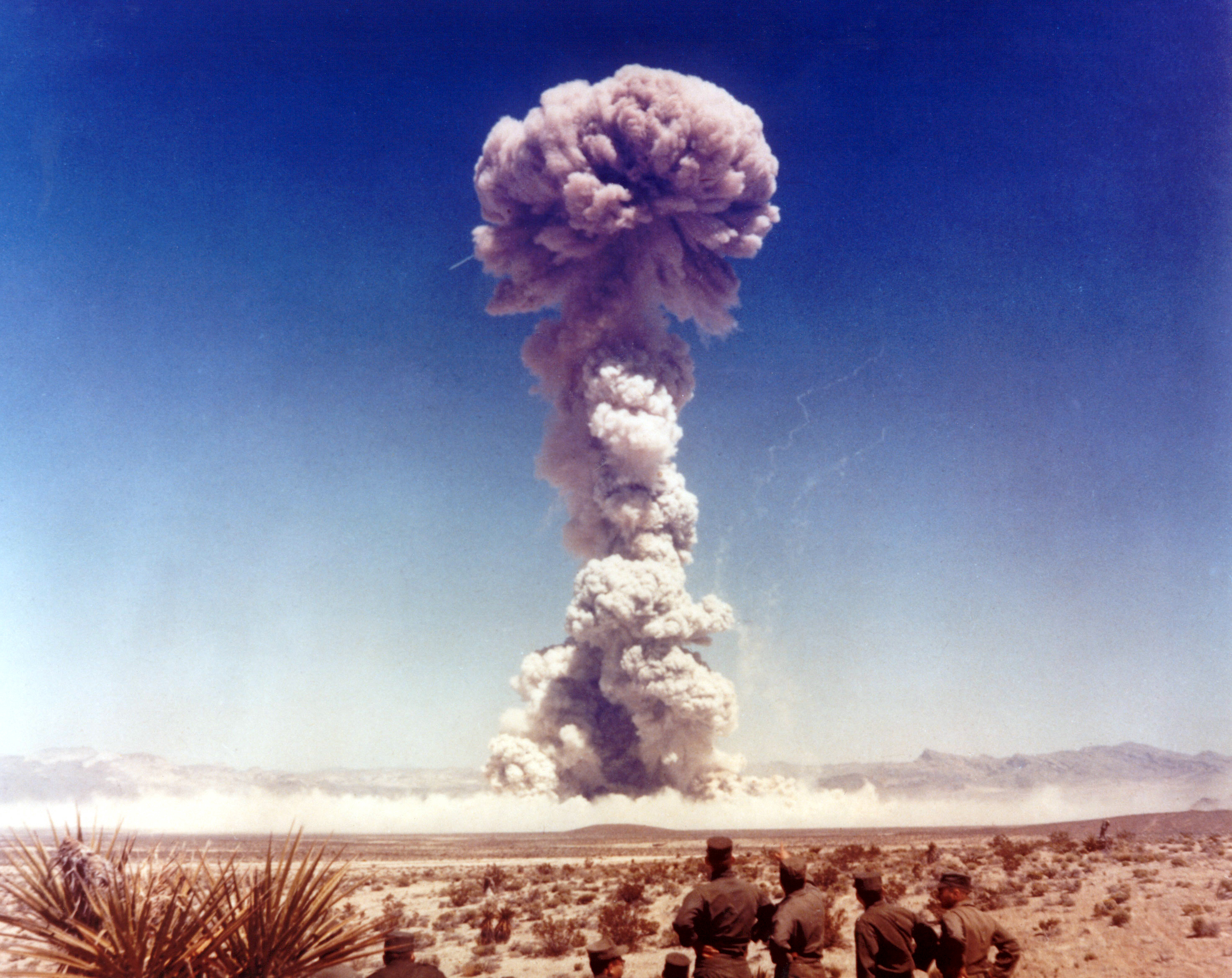
Militairen in de woestijn onder een onbekende Buster Jangle proef in 1951.
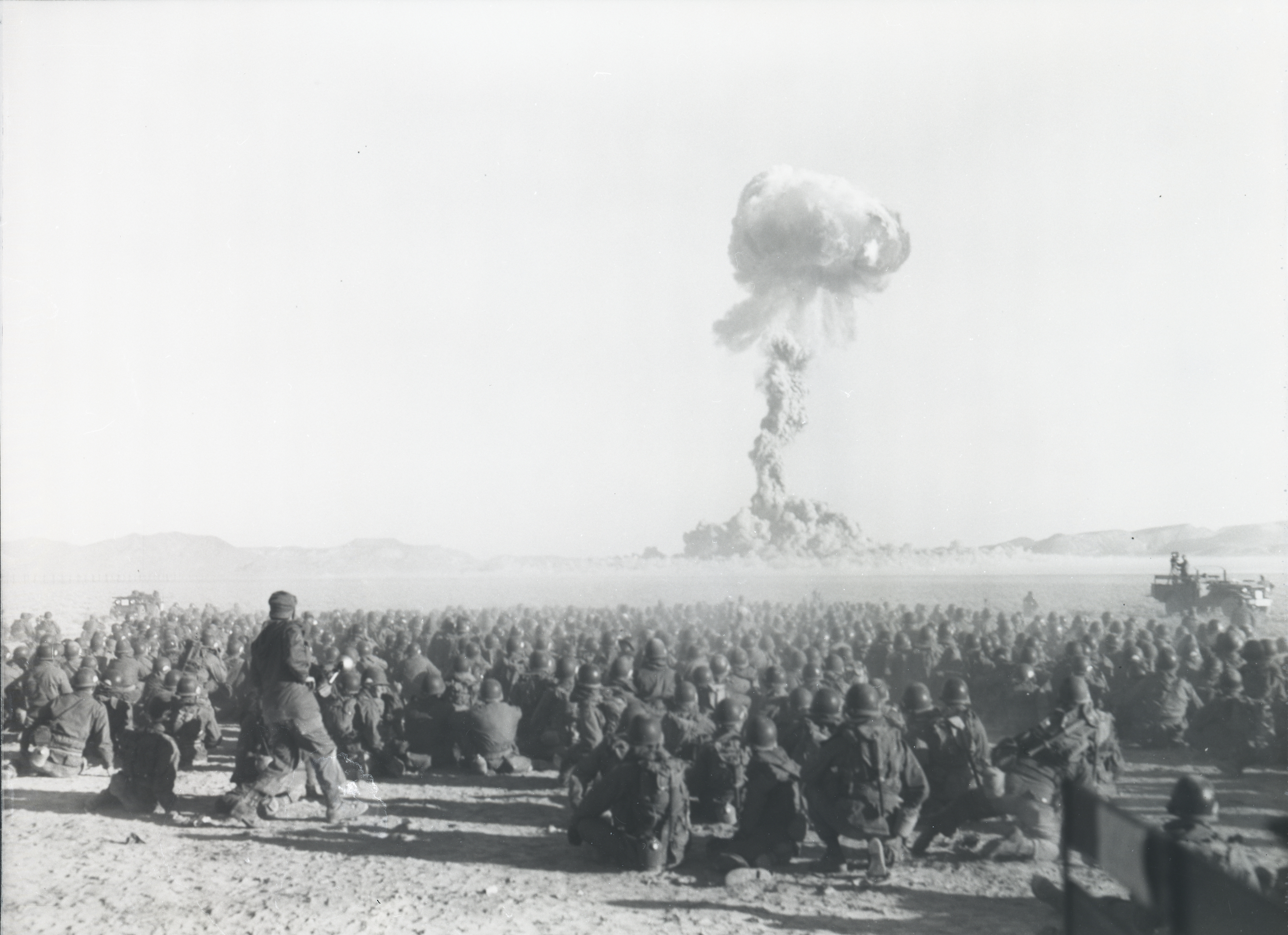
Deze militairen bevonden zich in november 1951 op ongeveer 6 mijl van de ontploffende "Dog", deel van operatie "Buster", met een kracht van 21 kiloton.
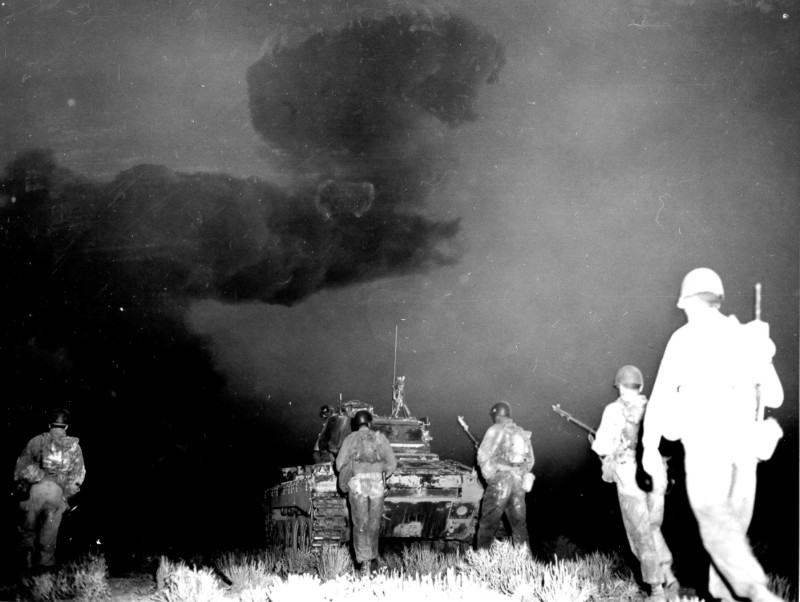
De beruchte Desert Rock test van 1 juni 1952. De soldaten schuilden in kleine loopgraven op 6,4 kilometer (7000 yards) van de detonatie en klommen 20 seconden na de detonatie naar buiten. Ze hadden opdracht om recht op de opstijgende vuurbal af te marcheren. Deze test in de serie Tumbler-Snapper bereidde het leger voor op de inzet van kernwapens aan het Koreaanse of Europese front.
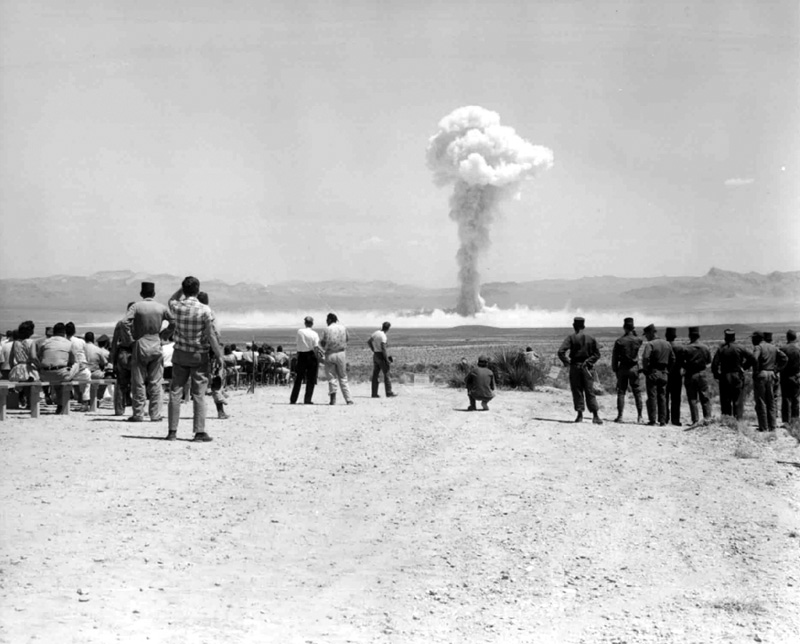
Op 14 juli 1962 testte men een tactisch kernwapen voor op het (Europese) slagveld. De bom "Small Boy" had een kracht van niet meer dan 1,65 kiloton. De serie ontploffingen kreeg de codenaam "Sunbeam" oftewel "Zonnestraal".
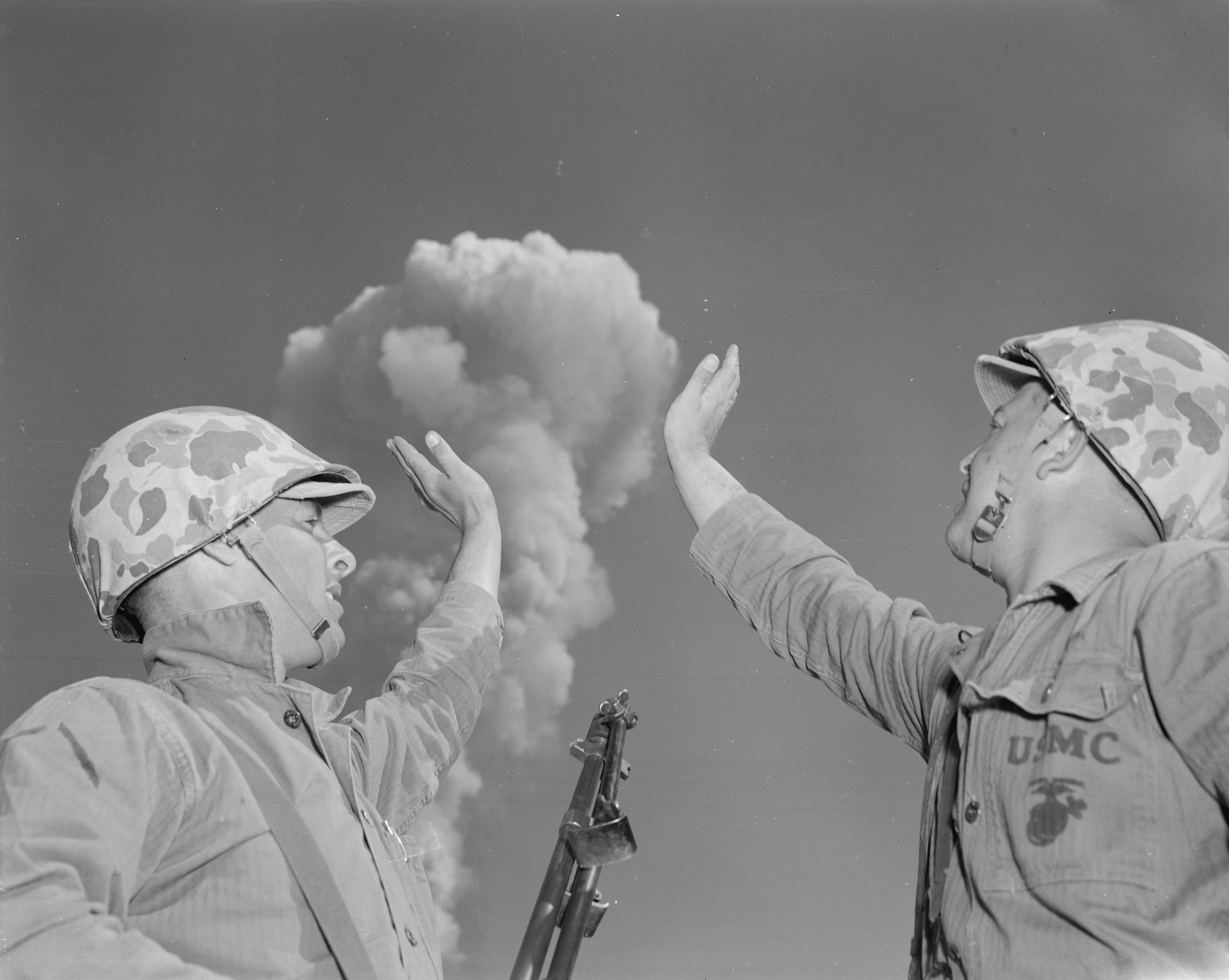
De mariniers Poth en Wilson als opgetogen proefkonijnen onder de paddenstoelwolk van kernproef "Dog", deel van de Buster-Jangle reeks,op 5 januari 1952.
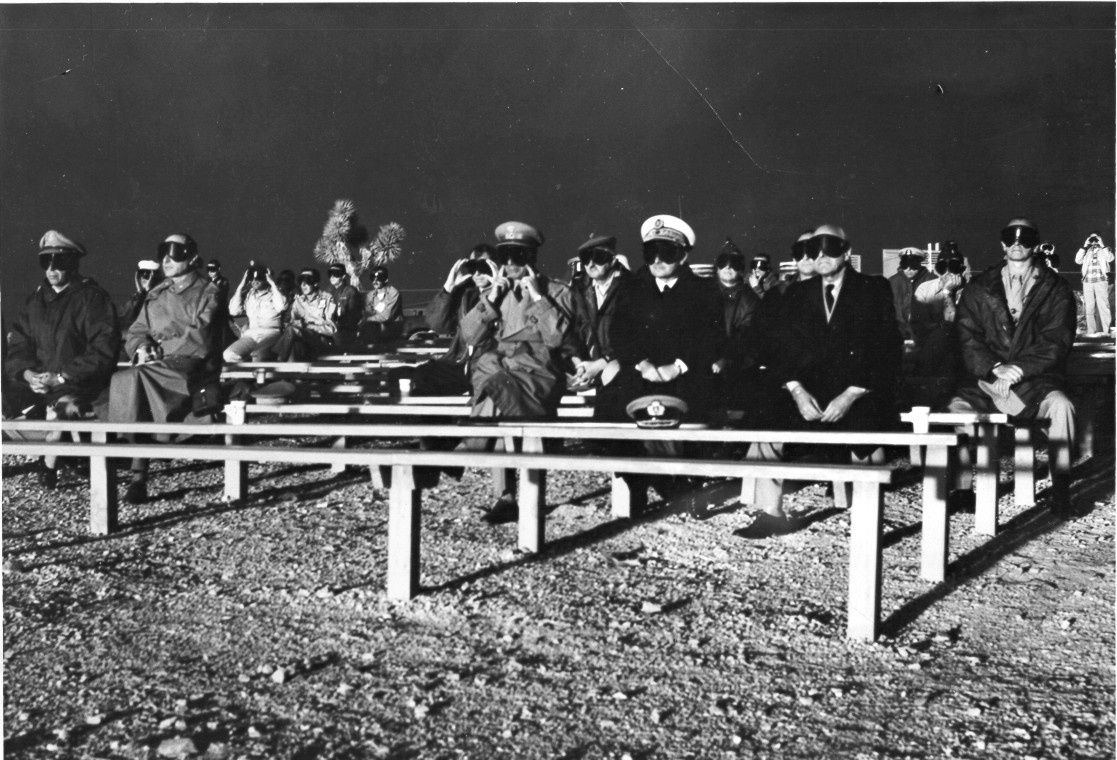
Ambtenaren en officieren kijken, beschermd door zonnebrillen, naar de detonatie van de bom Boltzmann op 28 mei 1957.
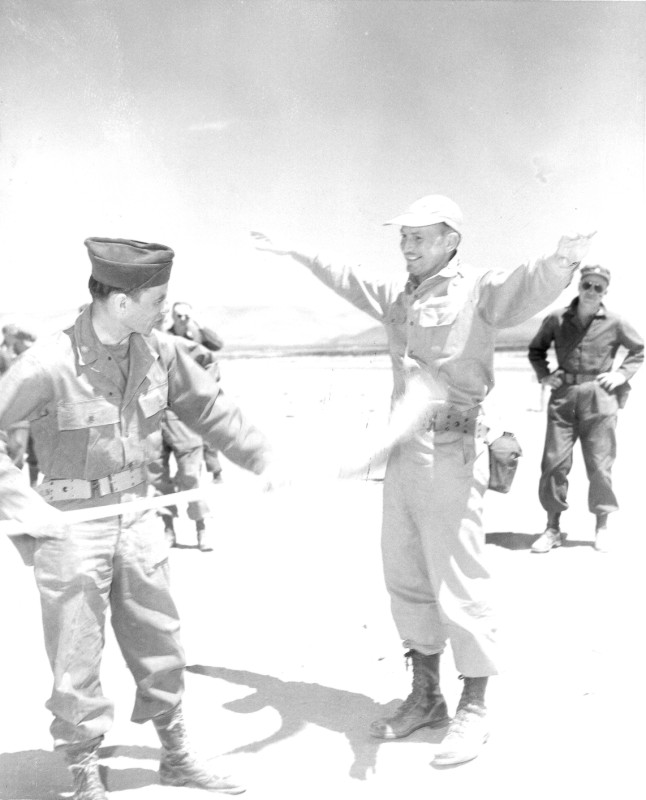
Luitenant Kolonel Robert Cassidy probeert Luitenant Kolonel Glover Johns tijdens de reeks Operatie "Tumbler-Snapper" in 1952 met een bezem van het radioactieve stof te ontdoen. ´Zij hadden zojuist een "hete", eufemisme voor radioactieve, ground zero bezocht.